# 魔鬼蓑鮋

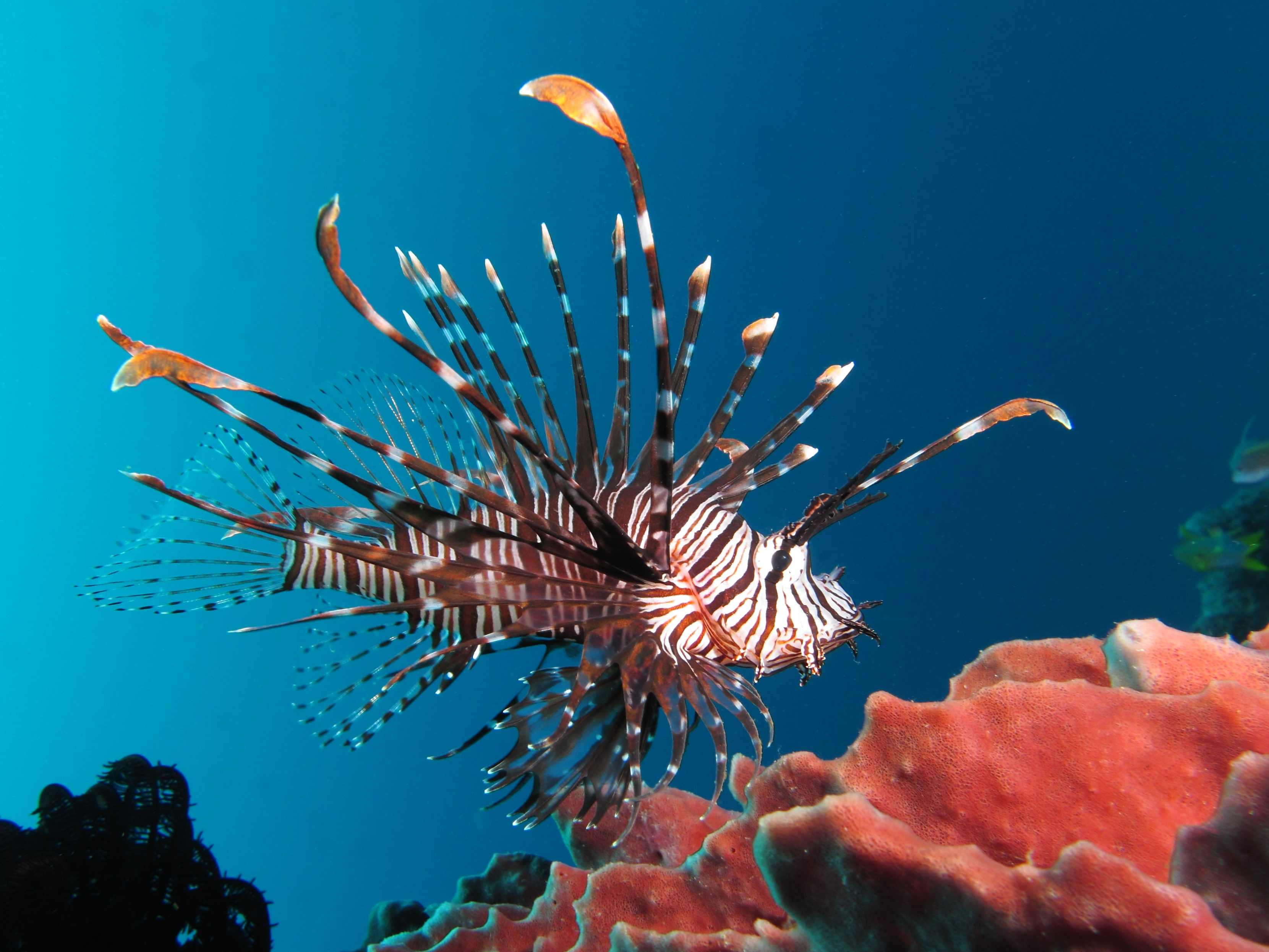
魔鬼蓑鮋

魔鬼蓑鮋（Pterois volitans），又名翱翔蓑鮋、长鳍蓑鲉，为蓑鮋屬的模式種，是一種珊瑚礁魚，和多種蓑鮋亞科魚類常因其特殊外型一同被稱作獅子魚（但與獅子魚科之魚種並非近緣）、蝴蝶魚、紅鬚魚。

## 分布
魔鬼蓑鮋分布於中西太平洋、印度洋海域，水深1－55公尺處的珊瑚礁區或砂泥底層。

## 特徵
與同屬之龍鬚蓑鮋、勒氏蓑鲉型態相似，差別在本魚胸鰭具14枝軟條；眼上觸鬚長於眼徑兩倍以上；側線鱗數目90－106，且背鰭、臀鰭之軟條部與尾鰭上之黑點較多，排列密集；下頜腹面有暗色縱條紋，且體側之黑色橫帶較細，數目較多。體色之變化大，從淺褐色至深黑都有，有較大之斑點。體長可達38公分。魚鰭硬棘有毒，被刺傷者會感到非常疼痛、紅腫、發燒，需3－5天才能痊癒，嚴重時可能致命。毒素屬蛋白質類，可被高溫破壞。

## 行為
夜行性動物，日間游泳緩慢，藏匿於隱蔽處，常靜止於水中或以腹面貼附岩壁來保護自己，也有時停棲在礁石旁或砂泥地上。夜間覓小魚、蝦、蟹為食，為肉食性，能展開胸鰭困住獵物，以利其捕食。

## 經濟利用
體型小者，體色鮮麗，為觀賞用魚，水族館常見。體型大者，肉質美味，但味道稍淡，適合紅燒。因其硬棘處理麻煩且有毒，往往不受釣客所喜，臺灣澎湖漁民為提醒人們留心，還依危險性編出口訣：「一魟、二虎、三沙毛、四斑午、五象耳、六倒吊。」其中二虎即指含魔鬼蓑鮋在內之多種鮋科魚類。

## 註解
1. ↑  「鮋」，拼音：，注音：